# Aganope gabonica
Aganope gabonica là một loài thực vật có hoa trong họ Đậu. Loài này được (Baill.) Polhill miêu tả khoa học đầu tiên.